# یون کیونگ هو
یون کیونگ هو (کره‌ای: 윤경호؛ زادهٔ ۵ ژوئیه ۱۹۸۰) بازیگر تئاتر، فیلم و تلویزیون اهل کره جنوبی است. او حرفهٔ بازیگری خود را در سال ۲۰۰۲ و در درام مستند شبکهٔ اس‌بی‌اس به نام عصر وحشی آغاز کرد. شهرت او به خاطر ایفای نقش در درام حقوقی جادوگر در دادگاه و مجموعهٔ تلویزیونی سال ۲۰۱۹ تی‌وی‌ان به نام دلقک تاجدار افزایش پیدا کرد. او همچنین در سال ۲۰۱۲ در فیلم کمدی تاریخی من پادشاهم ایفای نقش کرده‌است.